# マメルクス・アエミリウス・マメルキヌス
マメルクス・アエミリウス・マメルキヌス（ラテン語: Mamercus Aemilius Mamercinus, 生没年不詳）は紀元前5世紀中盤、共和政ローマのパトリキ出身の政治家・軍人。生涯に3度独裁官（ディクタトル）を務めた。

## 経歴

### クァエストルシップ
紀元前446年、ローマではこの数年来護民官選出に関するプレブスとパトリキの対立が続いていたが、この年マメルキヌスはクァエストルに選出され、両執政官の率いる軍が進発するために宝物庫から軍旗を運び出している。タキトゥスは、彼を共和政下での最初のクァエストルの一人としている。

### 執政武官
紀元前438年、6年ぶりに復活した執政武官として、ルキウス・クィンクティウス・キンキンナトゥス、ルキウス・ユリウス・ユッルスと共に選出された。この年、フィデナエがローマから離れウェイイ側に寝返り、ローマが調査のため派遣した使節がウェイイ王トルムニウスに殺害されるという事件が起こった。

### 最初のディクタトルシップ
翌紀元前437年、前年の事件を受け執政官が選出され、ウェイイ・フィデナエと戦い勝利したが、損害が大きかったためマメルキヌスが独裁官に選出された。彼は副官に前年の同僚キンキナトゥスを任命し、キンキナトゥスの叔父に当たるバルバトゥスらをレガトゥスとして起用すると、敵をまずアニオ川の向こう側へ押し返した。その後ウェイイ側にウェイイより更に北にあるエトルリアの都市ファレリィの援軍が加わると、両軍は平地で対峙し、アウグルからの合図を待ってローマ側が戦端を開いた (フィデナエの戦い)。
戦いではローマ側が優位であったものの、トルムニウス本人が騎兵を率いて奮闘しローマに激しく抵抗した。しかし、トリブヌス・ミリトゥムの一人アウルス・コルネリウス・コッススが彼を単騎討ち取ると、ローマ軍は敵を壊滅させ、マメルキヌスは凱旋式を挙行し、コッススはスポリア・オピーマの栄誉を得たという。凱旋式のファスティではこの年の記録は欠損してしまっている。

### 二度目のディクタトルシップ
フィデナエの戦い後ローマは疫病に苦しめられたが、紀元前435年には独裁官クィントゥス・セルウィリウス・プリスクスが坑道を利用してフィデナエを陥落させていた。これに恐れおののいたウェイイとファレリィの両都市は翌紀元前434年、エトルリア同盟に属する12都市に共闘を持ちかけ、これを脅威と見做した元老院は再度マメルキヌスを独裁官に任命し、彼は副官にアウルス・ポストゥミウス・トゥベルトゥスを指名した。
激戦に備え戦争準備を進めていたローマではあったが、エトルリア同盟は共闘を拒絶した事が明らかになり戦争は回避された。そのため、マメルキヌスは独裁官としての業績を欲して、ケンソルの任期削減を思いついたという。人々の自由を守るためとしたこの法案は市民の圧倒的支持を得て成立し、それと同時にマメルキヌスは独裁官を辞任した。ケンソルの任期はこれによって5年から1年半に短縮されたが、彼らの恨みは深く、マメルキヌスは公民権を剥奪され重税を課される事になったという。

### 政界復帰
紀元前428年になると、ウェイイがローマ領内を荒らし回ったが、ローマは旱魃と疫病に苦しめられ、更には邪教が流行して混乱を極めていた。翌年にはウェイイに対し賠償交渉を行ったが不調に終わり、ケントゥリア民会で開戦が決定された。
紀元前426年に入ってローマは反撃を開始したが、4人の執政武官では歯が立たず、独裁官の登場が望まれた。本来独裁官は執政官にしか指名できなかったが、この年は執政武官制であり、鳥卜によって元執政官でありスポリア・オピーマを得ているコッススに指名権が与えられた。彼は公民権を失っていたマメルキヌスを再び独裁官に選び、マメルキヌスはコッススを副官とした。ウェイイはエトルリアに支援を求め、フィデナエはトルムニウス王に倣って移民していたローマ人の一部を殺し、ウェイイ軍に合流した。
マメルキヌスは全市民に訓示を行い出陣すると、フィデナエの手前で両軍は激突した (フィデナエの戦い)。ローマ軍は敵の火を使った戦術に戸惑ったものの、マメルキヌスの激を受け、更には用意周到に後背に回らせておいた別働隊による挟撃を加えて敵を潰走させた。ローマ軍はフィデナエまで追撃して町を陥落させ、多数の戦利品と共にローマへ帰還すると、マメルキヌスは辞職した。独裁官に任命されてから16日後の事であったという。